# Katrina Szish
Katrina Szish es una personalidad de televisión, presentadora y periodista estadounidense, quien colaboradora actualmente en The Early Show de CBS News. Szish tiene una prestigiosa trayectoria en el periodismo. Ha ocupado numerosos cargos en revistas de moda como YM, Vogue y GQ. Ha trabajado junto a Barbara Walters, Larry King, Diane Sawyer y Bill O'Reilly. Szish ha aparecido en los Premios Óscar y ha entrevistado a celebridades y diseñadores, entre ellos Justin Timberlake y Oleg Cassini (ella le hizo la última entrevista televisada conocida para la ABC News antes de su muerte en 2006). Szish vive actualmente en la ciudad de Nueva York con su esposo, el exmodelo de J.Crew y graduado de  Dartmouth, Bran Stead.

## Biografía
Szish nació en Wyomissing, Pensilvania, donde creció. Es hija única del Dr. Ronald C. Szish y Maureen Szish. A los 13, fue nombrada finalista nacional en el concurso de modelos de portada de la revista YM y apareció en un editorial de moda fotografiada por Patrick Demarchelier. Luego firmó con la  agencia de modelos CLICK en Nueva York y la agencia World Top en Tokio. Continuó modelando para clientes como L'Oréal y Shiseido durante la década de 1990. Se graduó de Wyomissing High School como alumna destacada su clase en 1990 y fue aceptada en la Medill School of Journalism de la Universidad Northwestern. Al completar su segundo año en Northwestern, se tomó un año libre luego de haber sido aceptada en un programa de  pasantías en la Unidad de Investigación Política de la CNN en Washington D. C.
Luego fue trasladada con honores a la Universidad de Harvard, donde fue miembro del Hasty Pudding Club. Escribió para The Harvard Crimson y fue miembro del canal de televisión de la universidad. En 1996, después de escribir una tesis sobre moda, cine y conceptos de identidad, se graduó cum laude de la Universidad de Harvard con una licenciatura en Lengua y Literatura Inglesa y Americana.

## Carrera

### Revistas
Después de completar una pasantía en Style de la CNN con Elsa Klensch en Nueva York, Szish se unió a la revista GQ como editora/escritora asistente. Posteriormente fue nombrada escritora/editora de moda en Vogue, donde escribió y editó Scoop, una columna de tendencia mensual además de cubrir la Semana de la moda y escribir artículos para la revista. En 2000, fue nombrada redactora jefe y directora de los números especiales y de los monográficos de moda en YM. En 2001, regresó a GQ como jefe de edición (Senior Editor) y trabajó para su mentor Art Cooper, hasta su jubilación en 2003. Szish regresó a la radiodifusión y trabajó como productora y reportera independiente en Trend Watch de Vogue, un programa de televisión.

### Televisión
En 2004, Szish fue nombrada corresponsal en vivo para Us Weekly. Del 2004 al 2007, cubrió noticias de celebridades, estilo y cultura pop y tuvo numerosas apariciones en The Today Show, The Early Show, Good Morning America, The View, Entertainment Tonight, 20/20, Larry King Live, The O'Reilly Factor, Access Hollywood, Inside Edition, MTV, VH1, History, MSNBC, HLN y CNN. Al mismo tiempo, se desempeñó como presentadora para ABC News Now y ABC News en MTV-U, como columnista de ABCNEWS.com y como corresponsal en The Daily 10 y Fashion Police de  E!.
En 2006, Szish y su esposo fueron contratados por Food Network para presentar Spa-tacular Destinations. En 2007, fue nombrada corresponsal nacional para InStyle.
Estando en InStyle, Szish también hizo apariciones en The Today Show, Movie and a Makeover de TBS, CNN, The Early Show, y tuvo apariciones recurrentes en Tim Gunn's Guide to Style de BRAVO. En 2009, dejó su puesto de tiempo completo en InStyle para continuar con la radiodifusión, proyectos de marketing y nuevos medios.
Trabajó con Toni Senecal y canal 11 WPIX como corresponsal de estilo de vida para Toni On New York. Ella sigue siendo una colaboradora de Movie & A Makeover de TBS, CNN, HLN, CBS, Fox News Channel y Fox Business Network.
Szish brinda charlas públicas dirigidas a mujeres y adolescentes sobre lecciones de vida y orientación profesional. También está involucrada en una variedad de organizaciones benéficas para animales como el Animal Care & Control.